# Linia kolejowa Pawłowskij Posad – Elektrogorsk
Linia kolejowa Pawłowskij Posad – Elektrogorsk – linia kolejowa w Rosji łącząca stację Pawłowskij Posad ze ślepą stacją Elektrogorsk. 
Zarządzana jest przez region moskiewsko-kurski Kolei Moskiewskiej (część Kolei Rosyjskich). 
Linia położona jest w obwodzie moskiewskim. Na całej długości jest zelektryfikowana i jednotorowa.

## Historia
Linia powstała w Związku Sowieckim. Od 1991 położona jest w Rosji.